# Стафілоксантин
Стафілоксантин — каротиноїдний пігмент, який виробляється більшістю штамів золотистого стафілокока, і відповідає за характерний золотистий колір колоній на чашках Петрі. Саме завдяки стафілоксантину золотистий стафілокок (S. aureus) отримав свою назву. Стафілоксантин діє як фактор вірулентності. Він має антиоксидантну дію, яка допомагає бактерії витримати токсичну дію активних форм кисню, які виробляються як спосіб антибактеріального захисту клітинами імунної системи.

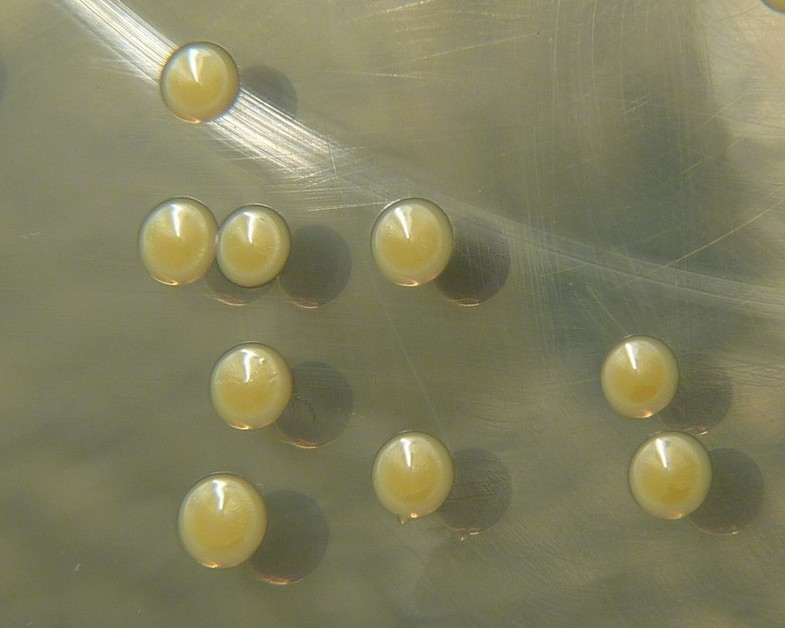
Колонії Staphylococcus aureus мають жовтий колір завдяки пігменту стафілоксантину.

Якщо порівнювати звичайний штам S. aureus зі штамом, у якоми відсутній стафілоксантин, пігментований штам дикого типу краще витримує дію таких окисників як перекис водню. Бактерії що належать до цих двох штамів також піддавалися дії нейтрофілів людини. Бактерії у яких був відсутній пігмент швидко гинули, тоді як нормальні бактерії були набагато стійкішими. У мишиній моделі інфекції, пігментовані штами створювали затяжні гнійники. В той же час, рани з непігментованими штамами швидко загоюються. Ці тести дозволяють припустити, що стафілоксантин може бути ключовим у здатності S. aureus протистояти антибактеріальному арсеналу клітин імунної системи.
Хімічні препарати які інгібують біосентез стафілоксантину можуть послабити бактерію та підсилити її сприйнятливість до антибіотиків. Через подібність у шляхах біосинтезу стафілоксантину та холестерину людини, було показано, що препарат, розроблений у рамках терапії, що знижує рівень холестерину, блокує пігментацію S. aureus та прогресування хвороби у мишиній моделі інфекції.